# Culture des céréales dans les années 1880
Cet article présente l'histoire de la culture des céréales dans les années 1880.

## Années 1880
Le cours du blé flambe dès le début de la décennie, entraînant une expansion agricole en Russie et dans le Minnesota, avec des blés de printemps qui commencent à intéresser fortement le voisin canadien, ainsi que des investissements de productivité en Europe, où le protectionnisme agricole s'installe.

### Montée en puissance de la Russie évaluée par les statistiques
À partir des années 1880, l'État russe confie aux ministères concernés l'observation des récoltes, via des questionnaires demandant quelle est la surface d'emblavure ensemencée au cours de l'année et quelle récolte est ramassée sur cette surface. À la même époque le ministère de l'Agriculture publie, chaque mois de juillet, les prévisions « subjectives », faites par les correspondants volontaires et les volumes estimés des récoltes. Puis, chaque mois de septembre, il établit à partir de récoltes-tests les récoltes « attendues ». Enfin, chaque mois d'octobre, il publie les estimations définitives des récoltes à la fin de la moisson. Sa méthode d'observation s'inspire de celle qui fonctionnait aux États-Unis, en Grande-Bretagne, en France et en Prusse, mais il simplifia cette méthode car il ne parvint pas à créer un réseau suffisamment étendu de correspondants. Les propriétaires fonciers furent donc amenés à indiquer les récoltes de leurs domaines, tandis que des informateurs paysans fournissaient les estimations de récoltes des ménages voisins.
L'expansion des céréales d'Ukraine utilise comme débouché la mer Noire pour approvisionner l'Europe en blé, tendance qui va se poursuivre lors des décennies suivantes.
Commerce dans l'est de la Méditerranée, au départ du sud de l'Empire russe, en tchetvert, unité valant 5,7 boisseaux :
| Années | 1863 | 1865 | 1867 | 1868 | 1869 | 1870 | 1871 | 1872 | 1873 | 1874 | 1875 | 1876 | 1877 | 1878 | 1879 | 1880 | 1881 |
| 2,6    | 3,3  | 4,9  | 6,5  | 4,6  | 8,2  | 8,4  | 6,9  | 4,6  | 6,3  | 6,4  | 6,4  | 1,9  | 13,5 |      |      |      |      |

Après la loi de 1882 qui leur interdit l'activité agricole, des juifs partent vers les rivages de la mer Noire, faisant d'Odessa la plus juive des grandes villes de l'Empire russe. Représentent un tiers de la population, avec des pauvres comme des riches, ils vont y assurer 90 % des exportations de céréales en 1914 et deux tiers des services bancaires. Parmi les premiers industriels juifs de Russie, Evzel de Günzburg, enrichis par la collecte des taxes sur l'alcool pendant la guerre de Crimée ou les trois frères Poliakov, fondateurs de la première banque d'affaires en Russie, qui investiront ensuite dans les premiers réseaux ferrés puis le textile.

#### Accélération de la croissance des rendements en blé en Europe en 1880
De 1850 à 1910, la croissance de rendement du blé en Europe continentale (sans la Russie) accélère à 0,6 % par an contre 0,4 % de 1910 à 1950. En cinquante ans, il passe de 8,8 quintaux à 12,3 quintaux par hectare. Le rythme varie : ralentissement sur la décennie 1870/79, pour des raisons météorologiques, puis accélération en 1880/90. Quatre grandes causes sont identifiées :
- sélection des semences
- machinisme
- engrais artificiels[4]
- spécialisation des aires de culture.

Les deux dernières expliquent pour chacune un dixième l'augmentation des rendements entre 1878/82 et 1908/12. En France, la spécialisation varie beaucoup d'un département à l'autre, tout comme les rendements en blé : en 1908, ils varient de 6,2 à 23,7 quintaux de blé par hectare.

### L'arrivée du train dans l'Ouest canadien relance la spéculation foncière
Déployé de 1881 à 1885, le Canadien Pacifique, coté en Bourse de Londres depuis 1860, relie les deux océans à travers les terres de la Confédération des Pieds-Noirs. Le chantier relance la spéculation. En février 1882, l'arpenteur William Pearce devient inspecteur du Conseil des terres fédérales, qui ouvre son bureau de Winnipeg en mars. Il prend des mesures : congédiement d’agents, éviction de squatteurs, obligation pour des personnages publics de rendre des comptes sur des cas de spéculation foncière, se faisant des ennemis puissants, comme Frank Oliver, qui a fondé en 1880 l'Edmonton Bulletin et prépare une carrière politique. Le prêtre québécois Antoine Labelle, « l'apôtre de la colonisation », organise en 1884 une loterie pour amasser un "fonds de réserve" en faveur des colons qui n'ont pas les moyens d'acheter des terres et permettre la création de nouvelles paroisses. La loterie est interdite par le parlement et le gouvernement canadien l’envoie en mission officielle en Europe, de février à août 1885, pour attirer des francophones et des capitaux.
En mars 1885, la rébellion du Nord-Ouest éclate en Saskatchewan. Le rail transporte des troupes en neuf jours sur des sections encore inutilisées, suscitant la gratitude, financière et réglementaire, du gouvernement. La compagnie ferroviaire est alors autorisée à distribuer des terres aux négociants pour y construire des Silos-élévateurs à grains. L'État canadien ne veut pas être en reste : il vend à la mi-1886 pour 6,2 millions de dollars de terres à un prix moyen de un cent par âcre. Les acquéreurs sont des sociétés liées aux politiques, certains parlementaires revendant 100 fois ou même 400 fois plus cher les zones reçues. Du coup, les fermiers hésitent à s'installer, malgré les progrès du blé de printemps. En juillet 1887, deux ans après l'arrivée du train, Vancouver n'a toujours que 10 000 habitants, après un incendie, mais le Winnipeg Grain Exchange vient d'être créé. Premier ministre canadien à partir de 1896 Wilfrid Laurier changera ensuite drastiquement cette politique foncière, qui a freiné la colonisation en raison du poids pris par les grandes sociétés.

### Semences hybrides de Vilmorin et les recherches génétiques canadiennes
Pierre Louis François Levêque de Vilmorin (1816-1860) est le premier à montrer qu'il est possible de créer de nouvelles variétés en croisant des lignées, en deux temps :
- en isolant des lignées « pures » issues d'un très petit nombre d'individus voire d'une reproduction autogame contrainte pour les plantes allogames.
- en les croisant pour en faire des hybrides F1, ou bien pour isoler par sélection une nouvelle lignée ayant hérité des caractères recherchés, présents dans les deux lignées parentes.

Son fils Henry de Vilmorin a publié en 1880 Les meilleurs blés avec la description des variétés de blé d'hiver et de printemps et leur culture puis a mis au point par croisement en 1883 des blés hybrides. Il a ensuite réussi à obtenir 18 souches de blés à haut rendement, tout en poursuivant le travail de son père sur la sélection de la betterave sucrière.
Les semenciers vendent d’abord sur les meilleures terres à blé, beaucoup plus faciles à homogénéiser par le travail des bœufs et les fumures organiques. Il faudra attendre la généralisation des engrais de synthèse et des pesticides, tout comme l'adoption de la mécanisation, pour l'extension à des terroirs plus difficiles. L'usage de semences issues d'un semencier va s'étendre en Europe de l'Ouest à la majorité des espèces et des terres cultivées.
En Amérique du Nord, les recherches portent sur le blé de printemps, qui permet d'éviter les hivers trop rigoureux : les agronomes essaient d'allonger son cycle de vie (printemps à automne). Le "Manitoba Number One Northern", variété rousse de blé de printemps, introduite dans les années 1870, acquiert la réputation de meilleur blé de meunerie à pain blanc mais sera vite remplacé. En 1882, les professeurs J.L. Bud, de l'Iowa, et Charles Gibb, d'Abbotsford (Québec), partent en Russie étudier les caractères et la résistance au froid de blés et légumes. Mais sans succès. En 1886, le ministre de l'Agriculture canadien écrit à Goegginger, négociant en blé de Riga, expert en céréales russes, qui lui expédie 100 boisseaux de « Ladoga », semés dans des parcelles expérimentales, au Manitoba et dans le Territoire du Nord-Ouest.
Le blé Ladoga y mûrit huit à dix jours plus tôt que le blé 'Red Fife', se plaçant à l'abri des gels précoces. Les cultivateurs préfèrent ce blé, malgré sa moindre qualité et l'opposition des chambres de commerce tenues par les cultivateurs du Sud du Canada. Le premier contrat à terme sur le Blé de printemps réussit en 1883, sur le Minneapolis Grain Exchange, créé en 1881, l'année où la ville dépasse pour la première fois Saint-Louis (Missouri) pour le tonnage de farine produite. Le Winnipeg Grain Exchange est à son tour fondé en 1887, pour promouvoir le blé de printemps, et présidé par Daniel Hunter McMillan, un officier qui a participé à l'écrasement de la révolte du métis Louis Riel, puis fondé une entreprise de minoterie à Winnipeg en 1874. Ces recherches canadiennes se poursuivant avec un autre Blé de printemps introduit en 1892, le blé Hard Red Calcutta, qui sera hybridé avec le blé 'Red Fife' pour créer le blé Marquis, à l'énorme succès au XXe siècle.
Autres coûts nouveaux, l'achat de semences sélectionnées et la moissonneuse-batteuse, dont les versions s'améliorent après les inventions. L'Américain Cyrus McCormick et Hiram Moore déposent leurs brevet en 1834 et en 1866, Célestin Gérard construit la première batteuse mobile de France. Alors que la faucheuse mécanique demandait huit « heures-ouvrier » à l'acre en 1865, la moissonneuse-batteuse ne demande plus qu'un quart d'heure. Mais ce sont machines avantageuses seulement dans les grandes propriétés. Les nouveaux engrais (guano, phosphates naturels puis superphosphates chimiques) mis en place depuis 1870 coûtent cher, en particulier à transporter, jusqu'à la fin du siècle, lorsque s’impose la réglementation de leur commerce par des lois.

### La Northwestern Alliance réunit deux millions de cultivateurs
Le journaliste agricole Milton George, éditeur du The Western Rural and American Stockman, bihebdomadaire publié à Chicago, a été le moteur du développement entre 1880 et 1882 de la "Northwestern Alliance", qui va bientôt réunir 100.000 membres, principalement des fermiers des prairies, en particulier aux pires moments du marché des céréales dans les années 1880. Milton George dénonce dans ses éditoriaux les chemins de fer et les banques, milite pour la gratuité des livres scolaires, la participation électorale ou le remplacement du beurre par les oléagineux dans l'alimentation mais renonce peu à peu à l'idée de créer un troisième parti. En 1879, il lance de vastes pétitions pour demander la réglementation par l'État du chemin de fer.
Lancée le 15 avril dans les locaux du journal, avec Milton George comme secrétaire, la Northwestern Alliance" appelle à la création de clubs de fermiers dans tous les villages. Dès octobre 1880, elle affirme en avoir créé jusqu'à la côte Pacifique. Elle réussit particulièrement dans les États du Nebraska, Kansas, dans les Dakota. Le deuxième grand meeting de la Northwestern Alliance est organisé les 5 et 6 octobre 1881 à Chicago et l'organisation revendique 940 clubs locaux dans dix États, regroupant 24 500 fermiers. Adoptée à cette occasion, sa plate-forme revendique un impôt sur le revenu progressif, l'élection des hauts-fonctionnaires avec un salaire plus raisonnable, et une loi fédérale permettant de réglementer le chemin de fer.
Après un accès de faiblesse en 1883 et 1884, lorsque les conditions des fermiers s'améliorent temporairement, la Northwestern Alliance reprend de l'attractivité en 1887, sur fond de corner très décrié sur le blé. Elle va compter pas moins de deux millions d'adhérents, dans le sillage de son équivalent dans le sud, la "Southwestern Alliance", qui en compte elle trois millions en 1890, et réclame la construction par l'État du « Subtreasury Plan », un vaste réseau de silos, chargés de prêter aux fermiers, à un taux de seulement 1 %, jusqu'à 80 % de la récolte stockée.

### Grandes lois agricoles de 1885 dans le Minnesota

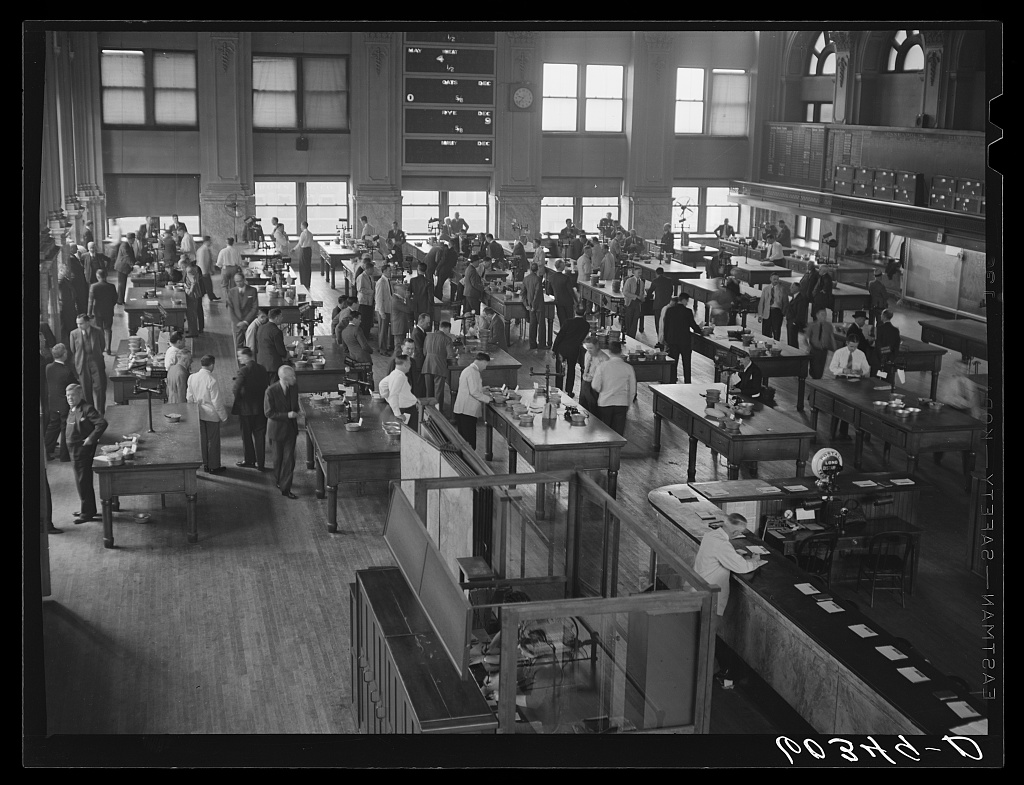
Le blé de printemps est le contrat-vedette, lancé dès 1883, sur le marché à terme de Minneapolis (photo de 1939).

Le Minnesota vote à partir de 1885 une série de lois qui régulent le commerce du grain, de manière à garantir des standards de qualité pour l'entreposage et le transport ferroviaires. Des « inspecteurs d'État » sont chargés d'en faire la surveillance : on définit des "grades" pour les blés qui transitent par le Minnesota, ou y sont produits, bientôt connus dans tout le pays mais aussi sur les marchés internationaux. Ils assurent le succès du Minneapolis Grain Exchange, qui a par ailleurs innové en créant la première chambre de compensation, dont la fonction est de démocratiser l'accès au Marché à terme, en diminuant le coût et le risque des interventions, pour le rendre moins vulnérables aux corner (finance) orchestré par de puissantes entreprises.
Le Minneapolis Grain Exchange sera bientôt victime de son succès et obligé de faire construire un nouveau bâtiment pour s'agrandir, entre 1900 et 1902. Une commission indépendante est chargée d'étudier l'impact et l'application de ces lois dès les années 1880. Dans un rapport de 1888, elle estime que « les lois sur les céréales ont révolutionné l'activité dans les céréales dans le nord-ouest » des États-Unis. Dès 1884 une chambre de compensation existait à Chicago, mais moins solide et aboutie que celle instaurée sept ans plus tard à Minneapolis

### Spéculations franco-américaines de 1887-1888
À la fin de l'été 1887, The New York Times raconte comment des récoltes de blé décevantes font monter les cours, permettant à des spéculateurs un corner sur le marché à terme de Chicago. Le pari est simple : les tensions liées à l'affaire Schnæbelé, grave incident diplomatique entre la France et l'Allemagne, très médiatisé par les journaux, qui éclata le 20 avril 1887, vont permettre au général Georges Boulanger de prendre le pouvoir et lancer une guerre franco-allemande, avec pour conséquence une pénurie de blé en Europe, là où cette céréale est déjà moins abondante que prévu.
Un des gros acheteurs soit la Banque du Nevada, fondée peu avant à San Francisco par John William Mackay, qui a fait fortune à la Bourse de San Francisco en découvrant en 1868 le Big Bonanzza du Comstock Lode à Virginia City (Nevada), le plus gros gisement d'argent-métal de l'histoire des États-Unis. John William Mackay est un ami proche de l'éditeur de presse James Gordon Bennett senior, qui a lancé 4 octobre 1887 l’édition européenne du journal New York Herald à Paris avant de s'y installer. La rumeur veut que Le Matin (France) et le New York Herald fassent le lit du général Georges Boulanger, mais ne repose sur aucun fondement.
Le 27 août, l'Associated Press révèle que John Rosenfeld, de la "Nevada Warehouse and Dock Company" à Port Costa, en Californie et William Dresbach, président du San Francisco Produce Exchange, un autre marché à terme, fondé en 1867, ne peuvent honorer leurs engagements sur le blé. Deux jours après, John William Mackay dément être directement associé à la spéculation. Les actionnaires de la Banque du Nevada n'en perdront pas moins 12 millions de dollars,. Ils ont pris le contrôle de 56 cargos de blé à des prix trop élevés.
La débâcle fait chuter les cours permettant à d'autres spéculateurs de revenir en 1888, lors du corner d'Hutchinson sur le blé en 1888 à Chicago, mené cette fois par Benjamin P. Hutchinson, qui a acheté progressivement, à partir du printemps, tous les stocks de blé. Lui aussi compte sur de fortes exportations à destination de l'Europe, où des prévisions très pessimistes font peu à peu état d'un déficit céréalier de près de 140 millions de boisseaux. Ce groupe parvient à s'emparer de la quasi-totalité des stocks de blé de Chicago, estimée à 15 millions de boisseaux et contrôle aussi les contrats de livraison pour septembre. Le 22 septembre, le cours du boisseau atteint le seuil psychologiquement important d'un dollar, mais sans décourager les vendeurs à terme, qui ensuite paniquent, cinq jours plus tard, lorsque le cours atteint 1,28 dollar.
Benjamin P. Hutchinson accepte de livrer 125 000 boisseaux à 1,25 dollar, pour les soulager, mais pas plus. Le 28 septembre, avant-veille de l'échéance des contrats à terme, il fixe le cours à 1,50 dollar mais les vendeurs à terme refusent et il monte alors ce prix à 2 dollars le dernier jour, cours auquel un million de boisseaux sont vendus, l'autre million restant ne pouvant être livré, avec le contentieux juridique en résultant. Hutchinson est ainsi parvenu à faire monter le prix du blé en liquidation de 89 cents 3/5 à 200 cents au cours de l'année 1888 et gagner 15 millions de dollars.